# چیپرسا
چیپرسا (به ایتالیایی: Cipressa) یک کومونه در ایتالیا است که در استان ایمپریا واقع شده‌است.

## خصوصیات
چیپرسا ۹٫۵ کیلومترمربع مساحت و ۱٬۱۸۳ نفر جمعیت دارد.